# Elionor Maria d'Àustria
Elionor Maria d'Àustria o Elionor Maria d'Habsburg -en alemany Eleonore von Österreich- (Ratisbona, 31 de maig de 1653 - Viena, 17 de desembre de 1697) fou la novena filla de l'emperador Ferran III del Sacre Imperi Romanogermànic i de la seva tercer esposa Elionor de Màntua. Era, doncs, membre de la casa d'Habsburg, arxiduquessa d'Àustria i princesa reial d'Hongria i de Bohèmia. Després d'una infància relativament feliç, Elionor fou casada per raons d'estat, a l'edat de 17 anys, amb el rei de Polònia i Gran Duc de Lituània Michał Wiśniowiecki. Va anar a viure a Varsòvia on va tenir molts problemes de convivència amb el seu marit alcohòlic, amb el qual no va poder tenir cap fill. Alliberada d'aquesta infortunada unió, al cap de tres anys, amb la mort del rei polonès, va tornar a viure a Viena, conservant fins a la seva mort el títol honorífic de Reina de Polònia. De nou a la Cort de la seva infància, hi retrobà el millor amic del seu germà Leopold I, Carles hereu del ducat de Lorena i de Bar, aleshores exiliat, ja que els seus dominis havien estat ocupats per l'exèrcit de Lluís XIV de França, i que recuperaria anys després per al seu fill Leopold.
El 1678 es casà, doncs, amb Carles, fill de Nicolau II de Lorena (1612-1670) i de Clàudia de Vaudemont de Lorena (1612-1648), essent nomenat Governador del Tirol. El matrimoni va tenir sis fills: 
- Leopold (1679 - 1729), duc de Lorena i de Bar, casat amb Elisabet Carlota d'Orleans (1676-1744).
- Carles Josep (1680 1715).
- Elionor (1682.
- Carles Ferran (1683 - 1685).
- Josep (1685 - 1705).
- Francesc (1689 - 1715).